# 케리 잉그램
케리 잉그램(Kerry Ingram, 1999년 5월 26일 ~ )은 잉글랜드의 배우이다.